# Madrigalejo
Madrigalejo település Spanyolországban, Cáceres tartományban. Madrigalejo Alcollarín, Zorita, Logrosán, Navalvillar de Pela, Acedera, Don Benito és Campo Lugar községekkel határos. Lakosainak száma 1708 fő (2024).

## Népesség
A település népessége az elmúlt években az alábbi módon változott:
| Lakosok száma | 2176 | 2102 | 2075 | 1953 | 1890 | 1862 | 1842 | 1751 | 1694 | 1708 |
|               | 2001 | 2004 | 2006 | 2009 | 2011 | 2014 | 2016 | 2019 | 2021 | 2024 |